# 1156. grenadirski polk (Wehrmacht)
1156. grenadirski polk (izvirno nemško 1156. Grenadier-Regiment; kratica 1156. GR) je bil pehotni polk Heera v času druge svetovne vojne.

## Zgodovina
Polk je bil ustanovljen 26. avgusta 1944 kot sestavni del 566. ljudskogrenadirske divizije; še v času oblikovanja so polk preimenovali v 957. grenadirski polk.